# Paul-Henri Spaak
Paul-Henri Charles Spaak (Schaerbeek, 25. siječnja 1899. – Braine-l'Alleud, 31. srpnja 1972.) bio je utjecajni belgijski političar, diplomat i državnik. Zajedno s Robertom Schumanom, Alcideom De Gasperijem i Konradom Adenauerom bio je jedna od ključnih ličnosti u oblikovanju institucija koje su prethodile Europskoj uniji i smatra se jednim od njenih glavnih osnivača.
U mladosti je kratko služio kao belgijski vojnik u Prvom svjetskom ratu gdje je bio zarobljen i zatvoren u logor, a nakon rata postao je istaknuti odvjetnik i tenisač. Proslavio se po vrlo kvalitetnoj obrani talijanskog studenta optuženog za pokušaj atentata na talijanskog prijestolonasljednika 1929. godine. Uvjereni socijalist, Spaak je ušao u politiku 1932. godine kao član Belgijske radničke stranke (kasnije Belgijska socijalistička stranka) i stekao svoju prvu ministarsku poziciju u vladi Paula Van Zeelanda 1935. godine. Prvi je put postao premijerom Kraljevine Belgije 1938. i na toj je dužnosti bio do 1939. Tijekom Drugog svjetskog rata služio je kao ministar vanjskih poslova u belgijskoj vladi u emigraciji pod vodstvom Huberta Pierlota, gdje je s vladama Nizozemske i Luksemburga pregovarao o osnivanju carinske unije Beneluksa. Nakon rata dva puta je obnašao funkciju premijera, prvi put samo 18 dana u ožujku 1946., a potom od 1947. do 1949. Bio je na čelu nekoliko belgijskih ministarstva do 1966., a funkciju belgijskog ministra vanjskih poslova držao je 18 godina, od 1939. do 1966.
Spaak je bio uvjereni pobornik multilateralizma i postao je međunarodno poznat po svom zalaganju za međunarodnu suradnju. Godine 1945. izabran je za prvog predsjednika Generalne skupštine novoosnovanih Ujedinjenih naroda. Dugogodišnji zagovornik europskih integracija, Spaak je bio među prvim promicateljima carinske unije i bio je jedan od glavnih državnika koji su osmislili sporazum o Beneluksu 1944. godine. Bio je prvi predsjednik Savjetodavne skupštine Vijeća Europe između 1949. i 1950. i postao je prvi predsjednik Europske zajednice za ugljen i čelik na čelu koje je bio od 1952. do 1954. godine. Godine 1955. osnovao je u takozvani "Odbor Spaak" s ciljem proučavanja mogućnosti zajedničkog europskog tržišta u Europi i odigrao je ključnu ulogu u pripremi Rimskog sporazuma iz 1957. kojim je uspostavljena Europska ekonomska zajednica (EEZ). Iste je godine dobio Nagradu Karla Velikog. Između 1957. i 1961. izabran je za drugog glavnog tajnika NATO-a.
Paul-Henri Spaak se 1966. povukao iz javnog života i umro je 1972. godine. Ostao je zapamćen kao jedna od najutjecajnijih ličnosti europske politike, a njego ime, između ostalog, nose dobrotvorne zaklade, jedna od zgrada Europskog parlamenta i jedna metoda političkog pregovaranja.

## Životopis
Paul-Henri Spaak rođen je 25. siječnja 1899. u Schaerbeeku u Belgiji, u uglednoj belgijskoj obitelji Spaak, koja se doselila u Belgiju u 17. stoljeću iz švedske pokrajine Bohuslan. Njegov djed po majci Paul Janson bio je važan član Belgijske liberalne stranke. Njegova majka Marie Janson bila je socijalistkinja i prva žena koja je ušla u Belgijski senat, a otac Paul Spaak bio je pjesnik i dramaturg. Među ostalim članovima njegove obitelji istaknuli su se njegov ujak Paul-Emile Janson, koji je obnašao dužnost premijera Kraljevine Belgije od 1937. do 1938., i njegova nećakinja Catherine Spaak, poznata filmska glumica.
Paul-Henri Spaak i njegova supruga Marguerite Malevez imali su dvije kćeri: Antoinette Spaak, političarku i prvu Belgijku koja je vodila političku stranku, Demokratsku frontu frankofona, i sina, diplomata Fernanda Spaaka. Nakon Margueriteine smrti u kolovozu 1964., Paul-Henri se u travnju 1965. oženio sa Simone Dear. Njegov je brat Charles Spaak postao scenarist, jedna od njegovih unuka Isabelle Spaak postala je novinarka i romanopisac, a jedan od njegovih unuka Anthony Palliser postao je poznati slikar.
Tijekom četrdesetih godina za vrijeme svog boravka u Ujedinjenim narodima u New Yorku, održavao je intimnu vezu s američkom modnom dizajnericom Pauline Fairfax Potter.
Njegov je sin Fernand 1981. godine obnašao dužnost šefa ureda predsjednika Europske komisije Gastona Thorna, sve do tragične smrti supruge 18. srpnja 1981.

### Rani život i obrazovanje
Tijekom Prvog svjetskog rata Spaak se prijavio kao vojnik u belgijsku vojsku, ali zarobili su ga njemački vojnici i dvije godine je proveo u njemačkom logoru za ratne zarobljenike. Sa završetkom rata Spaak je oslobođen i ubrzo je upisao pravo na Slobodnom sveučilištu u Bruxellesu, a u istom je razdoblju postao teniska zvijezda nakon što se s belgijskom momčadi plasirao na Davis kup 1922. godine.

### Belgijska politika nakon Prvog svjetskog rata
Godine 1920. učlanio se u Belgijsku radničku stranku, a za njenog zamjenika izabran je 1932. godine.
Godine 1935. ušao je u kabinet Paula Van Zeelanda kao ministar prometa. U veljači 1936. postao je ministrom vanjskih poslova, obnašajući dužnost najprije u Van Zeelandovoj vladi, a zatim u vladi svog ujaka Paula-Émilea Jansonoma. Od svibnja 1938. do veljače 1939. prvi je put bio na funkciji premijera Belgije. Godine 1938. pomogao je filozofu i franjevcu Hermanu Van Bredi da preko belgijskog veleposlanstva u Berlinu prokrijumčari pisano naslijeđe Edmunda Husserla iz nacističke Njemačke u Belgiju spasivši tako njegove spise od uništenja.
Tijekom svog prvog premijerskog mandata ostvario je niz progresivnih reformi u socijalnoj politici. Zakonom iz lipnja 1938. "povećane su funkcije Nacionalnog društva za socijalne kuće i stanove koji je dobio ovlast da pod državnim jamstvom ugovori zajam od 350 milijuna franaka", dok je Kraljevski dekret iz srpnja 1938. utvrdio pravila primjene odredbe Zakona o godišnjim odmorima donesenog 1936. poljoprivrednim, hortikulturnim i šumarskim poduzećima. Zakonom od 20. kolovoza 1938. izmijenjen je i dopunjen Zakon o plaćenim odmorima iz 1936. godine, proširujući njegovo pokriće na sva poduzeća, bez obzira na broj radnika, što je uključivalo i kućne radnike. Zakon je također uklonio prethodnu odredbu kojom je radnik trebao biti zaposlen najmanje godinu dana kod istog poslodavca kako bi stekao godišnji odmor. Zakonom od 8. srpnja 1938. izmijenjen je sustav starosnog, invalidskog i obiteljskog osiguranja rudara povećavanjem naknada koje se isplaćuju invalidima, starijim osobama i udovicama koje već primaju mirovinu, dok je također značajno proširio uvjete za odobravanje invalidnosti mirovine. Dekretom od 25. kolovoza 1938. zabranjena je uporaba benzina "za podmazivanje, čišćenje ruku itd.", Dok je Kraljevska naredba od 27. kolovoza 1938. odredila uobičajene tjedne sate stvarnog rada u brodskoj industriji u Antwerpenu na 42 sata "raspoređenih kroz sedam dana u tjednu". Kraljevska odredba iz 27. prosinca 1938. proširila je opseg zakona o osmosatnom radnom danu donesenog u lipnju 1921. kako bi obuhvatio tehničko osoblje zaposleno u kinima.
Dok je bio na funkciji ministra vanjskih poslova od 1936. do 1940., Spaak se zalagao za geopolitičku neovisnost Belgije i vodio dugogodišnju politiku neutralnosti, bez formalne vojne suradnje s Francuskom ili Ujedinjenim Kraljevstvom i bez otvorenog neprijateljstva prema Nijemcima. Dana 10. svibnja 1940. Nacistička Njemačka napala je Belgiju, Luksemburg, Nizozemsku i Francusku. U rasulu i s gotovo cjelokupnim teritorijem pod okupacijom, belgijska se vojska pod zapovjedništvom kralja Leopolda III.predala 18. svibnja, što je izazvalo ustavni sukob s dijelom vlade (uključujući Spaaka) koja je željela nastaviti vojne operacije zajedno s Francuskom. Dio belgijske vlade odlazi u Francusku, ponovno se okuplja u Limogesu i Bordeauxu i nastavlja suradnju s Francuzima sve do njihove predaje 22. lipnja. Unutar belgijske vlade ponovo dolazi do podjela između onih koji su željeli ostati u Francuskoj (ili se vratiti u Belgiju), među kojima je bio Spaak i belgijski premijer Hubert Pierlot, i ostalih koji su željeli izbjeći u London i odatle nastaviti ratno djelovanje protiv nacista. Ministar Marcel-Henri Jaspar je 24. lipnja otputovao u London i pokušao formirati novu vladu u izbjeglištvu tražeći legitimitet i priznanje od Ujedinjenog Kraljevstva, ali su ga Pierlot i Spaak odmah izbacili iz vlade. Nakon što su mu francuske vlasti ukinule status diplomata, Spaak je napokon odlučio otputovati u izbjeglištvo u Ujedinjeno Kraljevstvo. Putujući s Pierlotom kroz Španjolsku i Portugal u vrlo teškim okolnostima, jednim djelom puta čak i u dvostrukom dnu teretnog prostora kamiona, stigli su u London u listopadu 1940.

### Unutarnja politika nakon Drugog svjetskog rata
Po završetku rata Paul-Henri Spaak je postao ministar vanjskih poslova u kabinetu premijera Achillea Van Ackera i Camillea Huysmansa. Spaak je dvaput imenovan i premijerom, prvi put od 13. do 31. ožujka 1946., što je bo najkraći mandat vlade u belgijskoj povijesti, i drugi put od ožujka 1947. do kolovoza 1949. Tijekom njegove posljednje vlade donesena su dva važna zakona o stanovanju. De Taeyeov zakon iz 1948. odredio je fiskalni okvir, kreditne olakšice i premije za socijalne stanove izgrađene bilo privatnom ili javnom inicijativom, dok je Brunfautov zakon iz 1949. uspostavio središnju proračunsku strukturu za vladinu politiku socijalnog stanovanja, preusmjerio financijski teret infrastrukturnih radova na državu i organizirao financiranje dvaju državnih stambenih društava. Zakon o ratnoj šteti, dogovoren u listopadu 1947. godine, predviđao je da vlasnici domova oštećenih ratom koji preuzmu na sebe teret obnove imaju pravo na naknadu od države. Godine 1948. uvedeno je pravo glasa za žene. Zakon koji predviđa i regulira osnivanje radničkih vijeća objavljen je u rujnu 1948. dok je iste godine osnovan fond školskih zgrada "za opskrbu materijalom zgrada srednjoškolskog obrazovanja".
Uvedene su i ciljane mjere za poboljšanje radnih uvjeta u rudnicima. Dekretom iz rujna 1947. uvedena je obvezna uspostava službe za zaštitu radnika od uporabe eksploziva u rudarenju i odbora za sigurnost i zdravlje u svim rudnicima, dok su drugom uredbom objavljenom istog mjeseca revidirane i proširene odredbe u vezi s higijenskim instalacijama, liječničkim pregledom, spašavanjem i pružanjem prve pomoći. Od 1948. određeno je automatsko indeksiranje 95% plaća a iste je godine ženama omogućeno obnašanje dužnosti u sudstvu. U prosincu 1948. godine donesen je zakon kojim je Nacionalno društvo za ratnu siročad zamijenjeno Nacionalnim društvom za siročad, udovice i potomke žrtava rata. Također su izglasane dodatne mjere za poboljšanje uvjeta rada u rudarskoj industriji. Od lipnja 1947., svi mladi radnici mlađi od 18 godina imali su pravo na trotjedni plaćeni godišnji odmor, dok su radnici u dobi od 18 do 21 godine imali pravo na najmanje dva tjedna godišnjeg odmora. U rujnu 1947. objavljene su odredbe kojima se osigurava nadzor zdravlja i higijene u rudnicima, površinskim kopovima i kamenolomima. U lipnju 1948. uveden je zakon koji je udvostručio naknade za godišnji odmor za radnike a u kolovozu 1948. donesen je zakon koji je izbacio crkvene moralne smjernice iz srednjeg obrazovanja.

### Vanjska politika
Paul-Henri Spaak je ponovno prihvatio dužnost ministra vanjskih poslova od travnja 1954. do lipnja 1958. u vladinom kabinetu Achillea Van Ackera i od travnja 1961. do ožujka 1966. u kabinetu Théa Lefèvrea i Pierrea Harmela. Premda je njegova politička baza bila Belgijska socijalistička stranka, on se nije slagao sa stranačkom politikom u nekoliko kritičnih točaka: pitanju atlantizma, priznanja Francove Španjolske i jezičnog pitanja u Belgiji. Tijekom posljednjeg Spaakova mandata u svojstvu ministra vanjskih poslova, predsjedavao je Belgijom za vrijeme priznavanja neovisnosti Burundija nakon atentata na princa Louisa Rwagasorea, prvog izabranog burundijskog premijera. Unatoč optužbama o belgijskoj umiješanosti u ubojstvo Rwagasorea, Spaak je apelirao na belgijskog kralja Baudouina I. da ne dodijeli pomilovanje osuđenom ubojici Rwagasorea.

#### Ujedinjeni narodi
Stekao je međunarodnu slavu 1945. godine kada je izabran za predsjednika prvog saziva Opće skupštine Ujedinjenih naroda. Tijekom trećeg zasjedanja Opće skupštine UN-a 1948. u Parizu, Spaak je održao povijesni govor kad je opisao izaslanstvo Sovjetskog Saveza poznatim riječima: "peur de vous" ("strah od vas").

#### Europska politika
Bio je čvrsti pobornik uspostave regionalne suradnje i kolektivne sigurnosti još od 1944. godine. Dok je još bio u izbjeglištvu u Londonu, promicao je stvaranje carinske unije Belgije, Nizozemske i Luksemburga, što je u poslijeratnom razdoblju dovelo do stvaranja Beneluksa. Godine 1948. sudjelovao je u organizaciji kongresa u Haagu i snažno lobirao za osnivanjem Vijeća Europe koje će se formirati godinu dana kasnije. U kolovozu 1949. godine na prvom zasjedanju izabran je za prvog predsjednika Vijeća Europe, gdje se snažno zalagao za razvoj mreže međuvladinih kontakata na mnogim poljima i poticao je daljnje korake prema političkoj integraciji europskih zemalja. Međutim, nakon tri godine strpljivog političkog djelovanja u Vijeću Europe, Spaak je shvatio da organizacija nije spremna krenuti prema uspostavi ujedinjene Europe o kojoj je sanjao, a u prosincu 1951., nakon što je Skupština odbila prijedlog za osnivanje europskog "političkog autoriteta", dao je ostavku, izrazivši svoje veliko žaljenje zbog ove propuštene prilike. Kao šef lobističke organizacije Europski pokret nastavio je vršiti pritisak na europske institucije u smjeru jačih integracija, a nedugo zatim vratio se u političku igru na novoj i perspektivnijoj poziciji: od 1952. do 1953. predsjedao je Zajedničkom skupštinom Europske zajednice za ugljen i čelik, političkog tijela koje je kasnije prerasti u Europsku uniju.

#### NATO
Vijeće NATO-a izabralo ga je 1956. godine za glavnog tajnika NATO-a kao nasljednika lorda Hastingsa Ismaya. Tu je dužnost obnašao od 1957. do 1961. godine, kada ga je naslijedio Dirk Stikker. Za trajanja mandata neprestance se sukobljavao s francuskim predsjednikom Charlesom de Gaulleom i javno ga je napao optužujući ga za nepravedno i nerazumno blokira napredak NATO-a i da je odgovoran za zastoj napora prema europskim i atlantskim integracijama. De Gaulle je bio beskompromisan u pitanjima vezanim uz nacionalni suverenitet, nije imao povjerenja u Sjedinjene Američke Države, a Ujedinjeno Kraljevstvo je smatrao američkom marionetom, također je inzistirao na razvoju francuskih nuklearnih sposobnosti. Iako se Spaak služio svakom diplomatskom metodom kojom je raspolagao, njegovo mišljenje nije imalo puno značaja za glavne sile unutar NATO-a. Kada je 1962. Francuska pod vodstvom de Gaullea pokušala blokirati ulazak Ujedinjenog Kraljevstva u Europske zajednice i oslabiti njihov nadnacionalni temelj Fouchetovim planom, Spaak je u suradnji s Josefom Lunsom iz Nizozemske odbio tu ideju. Bio je odlučni branitelj neovisnosti Europske komisije. Izjavio je da "Europa sutrašnjice mora biti nadnacionalna Europa". U čast njegovog bespoštednog zalaganja za europske integracije, prva zgrada Europskog parlamenta u Bruxellesu nazvana je njegovim imenom. Kad se Francuska povukla iz aktivne uloge u NATO-u 1966. godine, čvrsto se zalagao za odabir Bruxellesa kao novog sjedišta.
Američki predsjednik John F. Kennedy 21. veljače 1961. Spaaku je uručio Predsjedničko odličje slobode.

### Umirovljenje i smrt
Paul-Henri Spaak povukao se iz aktivne politike 1966. Bio je član Belgijske kraljevske akademije za francuski jezik i književnost. Godine 1969. objavio je svoje memoare u dva sveska pod naslovom Combats inachevés ("Nedovršene borbe").
Spaak je umro od zatajenja bubrega 31. srpnja 1972.  u dobi od 73 godine u svom domu u Braine-l'Alleudu u blizini Bruxellesa, a pokopan je na groblju Foriest u mjestu Braine-l'Alleud.

## Ostavština
Paul-Henri Spaak dobio je nadimak "Gospodin Europa", i njegov je portret stavljen kao glavni motiv na jednu od prigodnih zlatnih kovanica eura. Na aversu belgijskih prigodnih kovanica iz 2002. prikazana su prikazani su portreti s imenima triju europskih ujedinitelja, Roberta Schumana, Paul-Henri Spaaka i Konrada Adenauera.
Na izborima za "De Grootste Belg" ("Najveći Belgijanac") Spaak se nalazi na 40. mjestu u flamanskoj inačici i na 11. mjestu u valonskoj inačici.